# نیکا شاکرمی
نیکا شاکرمی (۱۰ مهر ۱۳۸۴ – ۲۹ شهریور ۱۴۰۱) نوجوان معترض شرکت‌کننده در خیزش ۱۴۰۱ ایران بود که توسط چند مأمور سپاه پاسداران ربوده، شکنجه و مورد تجاوز جنسی قرار گرفت و نهایتاً به قتل رسانده شد. بر اساس فیلم‌های ضبط شده در ۲۹ شهریور ۱۴۰۱، شاکرمی در اعتراضات مانند روسری‌سوزان و شعاردادن حضوری فعال داشت. با شروع سرکوب، نیروهای امنیتی به‌طور جدی در همان شب به دنبال دستگیری او بودند. نیکا در آخرین تماس‌اش گفته بود ماموران در بلوار کشاورز تهران به دنبالش هستند. نیکا پس از آن تماس، مفقود شد. آخرین تصویر موجود از او نشان می‌دهد که در حال مخفی‌شدن بین خودروها است تا مأموران نتوانند او را دستگیر کنند. به گفته شاهدان، مدت کمی پس از این لحظه، دستگیر و در یک ون پلیس دیده شد. خانواده‌اش پس از ۱۰ روز پیکر آسیب‌دیدهٔ او را در کهریزک شناسایی کردند. مأموران امنیتی سپس پیکرش را دزدیدند و مخفیانه به خاک سپردند.
برخی منابع، به دلیل وجود ردِّ بخیه و کالبد شکافی در بدن شاکرمی، تجاوز جنسی و سرقت اعضای داخلی بدن او توسط نیروهای جمهوری اسلامی را مطرح کردند. نسرین شاکرمی (مادر نیکا) می‌گوید با مشاهده پیکر دخترش، به جز شکستگی در ناحیه جمجمه و فک، جراحتی در نواحی دیگر بدن وی وجود نداشت و اینکه دخترش را کشتند و او را برای اعتراف اجباری تهدید کرده‌اند.
بی‌بی‌سی در آوریل ۲۰۲۴ اعلام کرد به شواهدی دست یافته که نشان می‌دهد نیکا در یک کامیون یخچال‌دار و به‌دست سه تن از نیروهای سپاه پاسداران پس از تجاوز جنسی و ضرب‌وشتم، با باتوم کشته شده است.

## زندگی
نیکا شاکرمی در ۱۰ مهر ۱۳۸۴ در خرم‌آباد به دنیا آمد. او به هنر علاقه داشت و در تهران در هنرستان تحصیل می‌کرد و در کافه‌ای مشغول به کار بود. همکلاسی او دربارهٔ نیکا چنین گفته است: «نیکا شاکرمی برونگرا بود و اهل آشتی» پدر و مادر نیکا هر دو اهل خرم‌آباد بودند، شغل پدرش پیمانکاری بود، مادرش نسرین هنرمند و خانه‌دار است. همچنین او یک خواهر بزرگتر به نام آیدا دارد. پدر نیکا در سال ۱۳۹۲ درحالی که او ۸ ساله بود درگذشت، مادر او پس از درگذشت همسرش برای نزدیک بودن به خانواده پدری‌اش با فرزندانش به فردیس کرج مهاجرت کرد. نیکا تا سال قبل از به قتل رسیدنش در فردیس زندگی می‌کرد که برای تحصیل به تهران مهاجرت کرد. به گفته نزدیکان نیکا، وی هنرمندی مهربان بود که چندین هنر و مهارت داشت و در نقاشی از مهارت ویژه‌ای برخوردار بود.

## بازداشت و قتل در جریان خیزش ۱۴۰۱
نیکا شاکرمی معترض شرکت‌کننده در خیزش ۱۴۰۱ ایران بود. نیکا روز ۲۹ شهریور ۱۴۰۱ روی سطل زباله واژگونی ایستاد و روسری شعله‌ورش را در میان شعارهای مرگ بر دیکتاتور در هوا می‌چرخاند. او چند ساعت بعد از ثبت تصاویر ویدئویی که در اختیار سی‌ان‌ان قرار گرفته و صحت آن‌ها تأیید شده است، در بلوار کشاورز تهران مفقود شد. ۷ مهر ۱۴۰۱ (سه روز پیش از سالگرد تولد نیکا) خانواده‌اش پیکر او را در کهریزک شناسایی کردند. او در آخرین تماسش گفته بود در حال فرار از دست مأموران است. خانواده او از شب سه‌شنبه ۲۹ شهریور تمام زندان‌ها، بازداشتگاه‌ها، ادارات پلیس امنیت و بیمارستان‌ها را به دنبالش گشته بودند. او در حالی مفقود شده بود که شناسنامه‌اش در کوله پشتی‌اش بود. نیکا تا حوالی ساعت ۷ صبح ۳۰ شهریور در دسترس بوده و بعد از آن موبایلش خاموش بوده است.
خانواده شاکرمی ۷ مهر هنگام تکمیل پرونده مفقودی او به پلیس امنیت مراجعه کرده بودند. در آنجا به آن‌ها گفته شده پیکری پیدا شده که با مشخصات او همخوان است و برای شناسایی بیایید. در کهریزک هنگام شناسایی فقط صورت او را به آن‌ها نشان دادند و اجازه دیدن پیکر را به خانواده ندادند. آتش شاکرمی، خاله او گفت: «علت فوت نیکا را سقوط از بلندی اعلام کردند اما برادرم مطابق تصاویری که به آن‌ها نشان داده شده گفته است شکل قرار گرفتن پیکر روی پیاده‌رو عادی نبود و به نظر نمی‌آمد که از بلندی پرت شده باشد. صبح که برای تحویل پیکر رفتند دیدند دماغش منهدم شده و جمجمه و پیشانی‌اش از ضربه‌های متعدد جسم سخت و جای باتون شکسته و متلاشی است.» نیکا را از روی نشان مادرزادی‌اش شناختند.
حساب‌های تلگرام و اینستاگرام شاکرمی در شبی که تلفن همراهش خاموش و مفقود شد پاک شده است.

### خشونت و تجاوز جنسی
بر پایه برخی از سندهای محرمانه منتشر شده در سال ۱۴۰۳، چند مأمور امنیتی وابسته به سپاه پاسداران انقلاب اسلامی پس از کتک زدن و شکنجه نیکا شاکرمی با شوکر و باتون، پیش از کشتنش به او تجاوز جنسی کردند.
گروه هکری «عدالت علی» سه‌شنبه یکم اسفند ۱۴۰۲، پس از حمله سایبری و نفوذ به سامانه مدیریت پرونده‌های قضاییِ قوه قضائیه جمهوری اسلامی، میلیون‌ها مدرک را در وب سایت و کانال تلگرامی خود در دسترس عموم قرار داد. بر اساس یکی از این اسناد خیلی محرمانه، نیکا شاکرمی در تاریخ ۳۰ شهریور ۱۴۰۱ «به عنوان جسد ناشناس» از کلانتری ۱۲۹ جامی به پزشکی قانونی کهریزک انتقال یافته و علت ارجاع «سقوط از ساختمان» ذکر شده است. براساس این سند که گزارشی از عباس مسجدی آرانی، رئیس سازمان پزشکی قانونی کشور به «انصاری»، معاون سیاسی و اجتماعی شورای عالی امنیت ملی است، «در معاینه جسد، علت فوت صدمات متعدد بدنی متعاقب اصابت جسم سخت» عنوان شده است. بر اساس این مدرک، علاوه بر «صدمات منطبق بر درگیری یا صدمات دفاعی در بدن» نیکا شاکرمی، «در معاینه تناسلی، آثار مبنی بر تجاوز یا برقراری رابطه جنسی خشن مشهود» بوده است. نکته دیگر در این سند، تأکید رئیس سازمان پزشکی قانونی کشور بر اجساد معترضان کشته شده در این متن است که به گفته او این سازمان از «جمع‌آوری پرونده‌های» آنها به دلیل «پرهیز از تجمع آمار در یک مکان» پرهیز می‌کند و پرونده‌ها در هر استان «به‌طور مستقل» بررسی می‌شود.
خبرگزاری میزان به نقل از روابط عمومی پزشکی قانونی، وجود چنین نامه‌ای را انکار نمود و نوشت این نامه غیر منطبق بر قالب شماره نامه‌های سازمان پزشکی قانونی بوده و تاریخ آن به یک روز تعطیل زده شده است.
سرویس جهانی بی‌بی‌سی اسنادی محرمانه به دست آورد که از تعرض جنسی به نیکا شاکرمی و جزئیات قتل او به دست نیروهای امنیتی ایران پرده برداشت. اسنادی که بی‌بی‌سی به دست آورده و تأیید شده حاکی از آن است که سه مرد، که از سوی نیروهای امنیتی ایران مأمور مقابله با تظاهرات اعتراضی سال ۱۴۰۱ بودند، به نیکا شاکرمی تعرض جنسی کرده و سپس او را به قتل رساندند. این اسناد حاوی گزارش افراد درگیر در ماجرای بازداشت و قتل نیکا شاکرمی، از جمله اظهارات خود این افراد (آرش کلهر، صادق منجزی، بهروز صادقی و مرتضی جلیل) بوده است.

## جلوگیری پلیس امنیتی از تشکیل پرونده
بر اساس گزارش منبعی نزدیک به خانواده نیکا شاکرمی، پلیس امنیت پس از ناپدید شدن نیکا، به خانواده‌اش اجازه تشکیل پرونده مفقودی نمی‌داد و قرار بوده که حکومت پیکرش را به عنوان فرد مجهول الهویه، دفن کند.

## روایت‌ها
حکومت جمهوری اسلامی چند روز پس از مفقود شدن پیکر نیکا ادعا کرد که او با پریدن از بالای یک ساختمان، خودکشی کرده است؛ در حالی که گزارش‌های مستقل حاکی از آن است که پیکر نیکا در حالی تحویل خانواده‌اش شد که صورتش بر اثر ضربات باتوم، لِه شده و از بین رفته بوده است. همچنین یک منبع آگاه پیشتر به رادیو زمانه و دوستان او گفتند که نیکا شاکرمی سه‌شنبه شب ۲۹ شهریور، در تقاطع بلوار کشاورز و خیابان ۱۶ آذر در میان اعتراض‌ها دیده شده است. افرادی که آخرین فیلم‌ها و لحظات نیکا را در خیابان دیده‌اند در مصاحبه با سی‌ان‌ان، اعلام کردند که چندین نیروی لباس شخصی او را پس از تعقیب و گریز دستگیر کرده‌اند.

### نسرین شاکرمی، مادر نیکا
نسرین شاکرمی، مادر نیکا شاکرمی، در ویدئویی که رادیو فردا پخش کرد مرگ دخترش را «جنایت» خواند و گفت که تحت فشار بوده تا اعتراف تلویزیونی کند و از صحبت‌های اجباری او، مرگ نیکا را «خودکشی» نشان دهند. او در رد ادعای حکومت مبنی بر سقوط او از ارتفاع گفت: «من خودم بارها بدن دخترم را پس از تحویل گرفتن جسد او رؤیت کردم و تمام بدن او کاملاً سالم بود و هیچ شکستگی و کبودی در دست و پاهای او نبود. یک ضربه خیلی شدید خورده بود و جمجمه‌اش به تو رفته بود و فکش شکسته شده بود.»
نسرین شاکرمی در یک مصاحبه اختصاصی با تلویزیون ایران اینترنشنال که عصر پنجشنبه ۱۴ مهر ۱۴۰۱ پخش شد، گفت که روزهای اول پس از ناپدید شدن دخترش در اعتراضات، دستگاه‌های ذی‌ربط از جمله زندان اوین و کهریزک به آنها برای ثبت درخواستشان دربارهٔ ناپدیدشدن نیکا اهمیتی نمی‌دادند و پس از یک هفته تقاضای آنها را ثبت کردند. او افزود: «خانواده‌هایی که به دلیل بی‌اطلاعی از فرزندانشان به زندان اوین مراجعه کرده بودند را کتک زدند.» او تأکید کرد بر این باور است که نیکا روز ۲۹ شهریور در تظاهرات کشته و جسد او همان روز به سردخانه کهریزک تحویل داده شده است و افزود جسد دخترش را صبح روز پس از کشته شدن به مکان دیگری منتقل و از او عکس گرفتند.
مادر او همچنین ادعاهای ضد و نقیض مقام‌های جمهوری اسلامی دربارهٔ کشته شدن دخترش را وقیحانه خواند و گفت: «هر کدام از آنها یک حرفی و هر چه دلشان می‌خواهد می‌گویند. بار اولشان نیست که حقیقت را کتمان می‌کنند.»

### روایت حکومتی
دادستان تهران شامگاه دوشنبه ۱۱ مهر از تشکیل پرونده قضایی در دادسرای جرایم جنایی برای بررسی علت فوت نیکا شاکرمی خبر داد. خبرگزاری تسنیم، وابسته به سپاه پاسداران گزارش داد که هشت نفر در رابطه با جان باختن نیکا شاکرمی بازداشت شده‌اند. حکومت ایران در این‌باره سعی کرد ابتدا قتل نیکا توسط نیروهای امنیتی را با اعتراف‌گیری اجباری از نزدیکان او و سناریوپردازی‌های متعدد انکار کند. مادر نیکا شاکرمی روایت جمهوری اسلامی از مرگ دخترش را «دروغ و سناریوپردازی» خواند. او همچنین در ادامه گفت که از «دروغ‌های مسخره و کریه و بی‌پایه» دستگاه‌های امنیتی و این که خواهر و برادرش را مجبور کرده‌اند تا سناریوهای حکومتی را تکرار کنند؛ شوکه است.

### سند شهرداری تهران
بر اساس سند منتشر شده از شهرداری تهران، شهرداری تهران در نامه‌ای خطاب به آرامستان خرم‌آباد علت مرگ نیکا شاکرمی را «صدمات متعدد ناشی از اصابت جسم سخت» عنوان کرده است.

### تلویزیون حکومتی ایران
صدا و سیمای جمهوری اسلامی، تلویزیون حکومتی ایران، در برنامه‌ای که در آن آتش شاکرمی و محسن شاکرمی، خاله و دایی نیکا، هم حضور دارند؛ روایتی از مرگ نیکا شاکرمی ارائه کرد که نیروهای امنیتی را تبرئه می‌کند. به گفته بی‌بی‌سی فارسی یک منبع نزدیک به خانواده نیکا شاکرمی به این شبکه گفته است خاله و دایی او برای اعتراف تلویزیونی تحت فشار سنگین دستگاه‌های امنیتی بوده و تهدید شده‌اند.

## گزارش تحقیقی سرویس جهانی بی‌بی‌سی
بی‌بی‌سی در تاریخ ۳۰ آوریل ۲۰۲۴ اعلام کرد به گزارشی با طبقه‌بندی خیلی محرمانه از سپاه پاسداران انقلاب اسلامی دست یافته که نشان می‌دهد نیکا شاکرمی توسط سه تن از نیروهای امنیتی نظام جمهوری اسلامی ایران به نام‌های آرش کلهر، صادق منجزی و بهروز صادقی کشته شده است. طبق گزارش، او ابتدا موفق می‌شود از دست مأموران فرار کند، اما پس از ساعتی دستگیر و به یک کامیون یخچال‌دار منتقل می‌شود. مأموران ابتدا او را به یکی از کلانتری‌های اطراف می‌برند، اما به دلیل پر بودن ظرفیت بازداشتگاه پذیرش نمی‌شود، بعد از آن مأموران با رئیس یک بازداشتگاه در جنوب تهران به توافق می‌رسند تا نیکا را به آنجا تحویل بدهند، اما رئیس بازداشتگاه بعداً نظرش را عوض می‌کند. در این زمان مرتضی جلیل، سرتیم مأموران پس از کسب تکلیف از مافوق خود در سپاه، تصمیم می‌گیرد بازداشتی را به اوین ببرد. سرتیم که در کنار راننده نشسته‌بوده می‌گوید وقتی به سمت اوین در حرکت بوده‌اند صدای حاکی از زد و خورد در بخش عقبی کامیون شنیده است. یکی از مأموران می‌گوید چون نیکا به آن‌ها «فحش ناموسی» می‌داده است، آرش کلهر با جوراب، دهان او را بسته، او را کف یخچال خوابانده و رویش نشسته است. همچنین یک مأمور گفته که شاهد آن بوده که صادق منجزی در حالی که روی بازداشتی نشسته است، دست خود را داخل شلوار او کرده است. در همین حال نیکا لگدی به صورت یکی از آن‌ها زده است. در حال درگیری، مرتضی جلیل دستور توقف خودرو را می‌دهد و پس از بازکردن یخچال با بدن بی‌جان نیکا شاکرمی مواجه می‌شود. او در این وضعیت با یک افسر ارشد سپاه با نام سازمانی «نعیم ۱۶» و هویت «سروان محمد زمانی» تماس برقرار می‌کند و بر اساس دستور این شخص، جسد نیکا در یک خیابان خلوت در بزرگراه یادگار امام رها می‌شود.
انتشار این گزارش در رسانه‌ها و شبکه‌های اجتماعی بازتاب گسترده‌ای داشت و سبب واکنش خشم‌آلود مقامات و رسانه‌های نزدیک به جمهوری اسلامی شد. دادستانی تهران نیز در تاریخ ۱۲ اردیبهشت ۱۴۰۳ اعلام کرد علیه چند تن از خبرنگاران ایرانی به‌دلیل انتشار اخبار پیرامون این گزارش اعلام جرم کرده است.

## خاکسپاری
در حالی که که قرار بود پیکر نیکا در قبرستان صالحین شهر خرم‌آباد به خاک سپرده شود، مأموران امنیتی پیکر او را از غسال‌خانه شهر خرم‌آباد رُبودند و در روز ۱۱ مهر در روستایی دورافتاده به نام حیات‌الغیب در ۴۰ کیلومتری خرم‌آباد، در آرامستانی به همین نام، به خاک سپردند. خاک‌سپاری او با حضور دست‌کم ۷۰ تا ۸۰ مأمور امنیتی مسلح و بدون حضور اعضای خانواده انجام شد. دو فرد فامیل نیکا هم که پس از اطلاع از ربوده‌شدن پیکر خواهرزاده‌شان به‌دست مأموران امنیتی به این روستا رفتند بعد از خاکسپاری بازداشت شدند. خاله نیکا شاکرمی در توییتی برای اطلاع‌رسانی خاکسپاری نیکا چنین نوشت: «شنبه نهم مهر، پیکر نیکا را تحویل گرفتیم. یکشنبه دهم مهر، پیکرش را به خرم‌آباد منتقل می‌کنیم، و دوشنبه بعداز ظهر، او را در گورستان صالحین خرم‌آباد به خاک می‌سپاریم. دعوتید به آخرین تولد نیکا؛ نیکایی که دیگر نیست و همیشه هست؛ باشد که از مرگ نیکای دلیر، هزاران هزار نیکای دلیر به دنیا بیاید.»
در شبکه‌های اجتماعی ویدئوهایی منتشر شده است که مردم خرم‌آباد برای خاکسپاری نیکا تجمع کرده و علیه حکومت شعار می‌دهند هم‌زمان مأموران امنیتی به‌سوی آن‌ها شلیک می‌کنند. خاله نیکا شاکرمی، تصویری از سنگ قبر او منتشر کرد که روی آن نوشته: «به خون جگر زادمت، به مام وطن دادمت.»

## مراسم چهلم
به رغم تدابیر امنیتی مراسم چهلم نیکا در ۵ آبان ۱۴۰۱ با حضور جمعیت زیادی از مردم در گورستان حیات الغیب در نزدیکی خرم‌آباد برگزار شد. این مراسم به صحنه اعتراضات ضد حکومتی تبدیل و نیروهای امنیتی برای متفرق کردن جمعیت از گاز اشک‌آور استفاده کردند. مادر نیکا شاکرمی در مراسم سخنرانی کرد و در میان صحبت‌های او، حاضران شعار «خامنه‌ای قاتله، ولایتش باطله»، «این همه سال جنایت، مرگ بر این ولایت» سر دادند. شماری از زنان شرکت‌کننده در این مراسم حجاب خود را از سر درآوردند.

## دستگیری نزدیکان
مأموران امنیتی آتش شاکرمی و محسن شاکرمی، خاله و دایی او را بازداشت کردند. همچنین به گفته یکی از منابع، مأموران امنیتی خانواده شاکرمی را تهدید کردند که در صورت عدم سکوت، آتش شاکرمی را نیز خواهند کشت. خانواده شاکرمی برای اعتراف اجباری زیر فشار و تهدیدهای امنیتی قرار گرفت. بستگان نیکا شاکرمی تهدید شدند که باید در مصاحبه با رسانه‌های حکومتی تأیید کنند که او در تظاهرات حضور نداشته و از بالای یک ساختمان سقوط کرده است.
آیدا شاکرمی، خواهر نیکا، همزمان با «طرح نور» توأم با خشونت و توهین بازداشت و به زندان منتقل شد. اتهام‌های او «تمرد از مأموران» و «تشویق به فساد و فحشا» بوده است. او که تا چهارم اردیبهشت در بازداشت بود با قید وثیقه آزاد شد. آیدا پس از مدتی از ایران خارج شد.
آیدا شاکرمی، ۲۵ مهر ۱۴۰۳ از بازداشت نسرین شاکرمی در خرم‌آباد خبر داد اما اعلام کرد که علت دستگیری و اتهامات او مشخص نیست. صفحه اینستاگرام نسرین شاکرمی، هم از دسترس خارج شد. وکیل نسرین شاکرمی از برگزاری نخستین جلسه دادگاه رسیدگی به اتهاماتی از جمله «توهین به مقدسات و نشر اکاذیب به قصد تشویش اذهان عمومی» در دادگاه کیفری دو خرم‌آباد در ۲۰ آبان ۱۴۰۳ خبر داد.

## واکنش‌ها

واکنش روزنامه گاردین به کشته‌شدن نیکا شاکرمی

- استفان دوجاریک، سخنگوی دبیرکل سازمان ملل متحد در نشست رسانه‌ای خود با خبرنگاران در خصوص گزارش منتشر شده دربارهٔ شیوه کشته شدن نیکا شاکرمی، ابراز نگرانی کرد و گفت: «اگر بی‌بی‌سی، مستنداتش را برای آنان بفرستد، حتماً رسیدگی خواهد شد.»[۶۱]
- قتل شاکرمی و پیدا شدن جسد او واکنش‌های فراوانی در پی داشت.[۴۱] در واکنش به مرگ او و ابهامات چگونگی کشته‌شدن او از #نیکا_شاکرمی در توئیتر تا ۱۴ مهر ۱۴۰۱، ۲ میلیون بار استفاده شد و این هشتگ ترند شد.[۶۲][۶۳][۶۴]
- سازمان حقوق بشر ایران در ۱۴ مهر ۱۴۰۱ با انتشار بیانیه‌ای اعلام کرد: «ادعای پر از تناقض مقام‌های جمهوری اسلامی دربارهٔ نحوه کشته‌شدن نیکا شاکرمی که بر مبنای پخش فیلم‌های مُقطّع و ناقص همراه با اعتراف تلویزیونی نزدیکان او، تحت فشارهای امنیتی مطرح شده، پذیرفتنی نیست.»[۶۵] سیامند معینی، ریاست مشترک حزب حیات آزاد کردستان قتل جوانانی مانند شاکرمی را یک جنایت و استهزا و بی‌احترامی فراوانی به مردم لرستان دانست و از مردم لر خواست تا از یاد و خاطرهٔ نیکا صیانت کنند.[۶۶]
- علی کریمی، بازیکن سابق فوتبال ایران، نوشت: «نیکای عزیزم، همه مردم ایران از طرز کشته شدنت خجالت‌زده هستند. روحت شاد دخترم.»[۶۵] غلام‌رضا محمدی، سرمربی پیشین تیم ملی کشتی ایران نوشت: «پیکر بی‌جان و آسیب‌دیده نوجوان ۱۷ ساله، پس از هشت روز به خانواده‌اش تحویل داده شد.»[۶۷]
- سازمان حقوق بشر ایران، علی خامنه‌ای را مسئول قتل او دانسته است.[۶۸]
- مولوی عبدالحمید اسماعیل‌زهی بر مجازات قانونی عاملان تجاوز جنسی و شکنجه نیکا شاکرمی تأکید کرد.[۶۹]